# Utricularia dichotoma
Utricularia dichotoma — вид рослин із родини пухирникових (Lentibulariaceae).

## Біоморфологічна характеристика
Багаторічна трав'яниста рослина. Листки відсутні чи різноманітні, від овально-лопатоподібних, 2–4 мм завдовжки до вузько-ланцетних, до 40 мм завдовжки. Міхури 1.5–2 мм у діаметрі. Суцвіття розміщені на тонкому, жиластому стеблі довжиною 5–50 см. Кожна лілова чи пурпурна квітка має невелику верхню пелюстку і більш широку напівкруглу нижню губу 1–2 см ушир, з двома чи трьома помітними білими чи жовтими плямами, а віночок у довжину 12–22 мм. Цвітіння припадає на серпень — квітень. Плід — коробочка до 4 мм завширшки.

## Середовище проживання
Поширений у південно-східній Австралії, включаючи Тасманію та в Новій Зеландії.
Росте від низин до субальпійських висот. Росте на відкритих, вологих місцях на торф'яних болотах, на мулистих окрайцях озер, річок, малих озер і ставків. Іноді буває водним.

## Використання
Цей вид культивується невеликою кількістю ентузіастів роду, комерційна торгівля незначна.